# Ольгін
Ольгі́н (ісп. Holguín, МФА: [olˈɣin]) — муніципалітет і місто на Кубі, Ольгінська провінція. Адміністративний центр провінції. Розташоване в долині Маябе. Засноване 1523 року. Промисловий центр. У 30 км від міста знаходиться порт Хібара. Станція Кубинської залізниці. За 4 км від міста лежить парк Баїа де Наранхо («Апельсинова бухта»). У музеї Coppo de Maita — розкопки індіанського поселення. У декількох десятках кілометрів від міста є пляжні курорти, найбільший з яких — Гуардалавака. Населення — 300 тис. жителів (2003).

## Релігія
- Центр Ольгінської діоцезії Католицької церкви.